# Simone Leigh

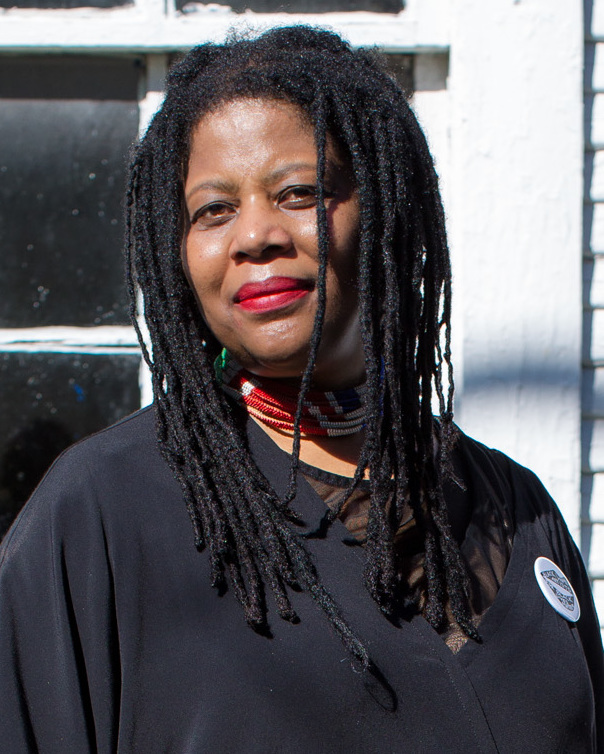
Simone Leigh

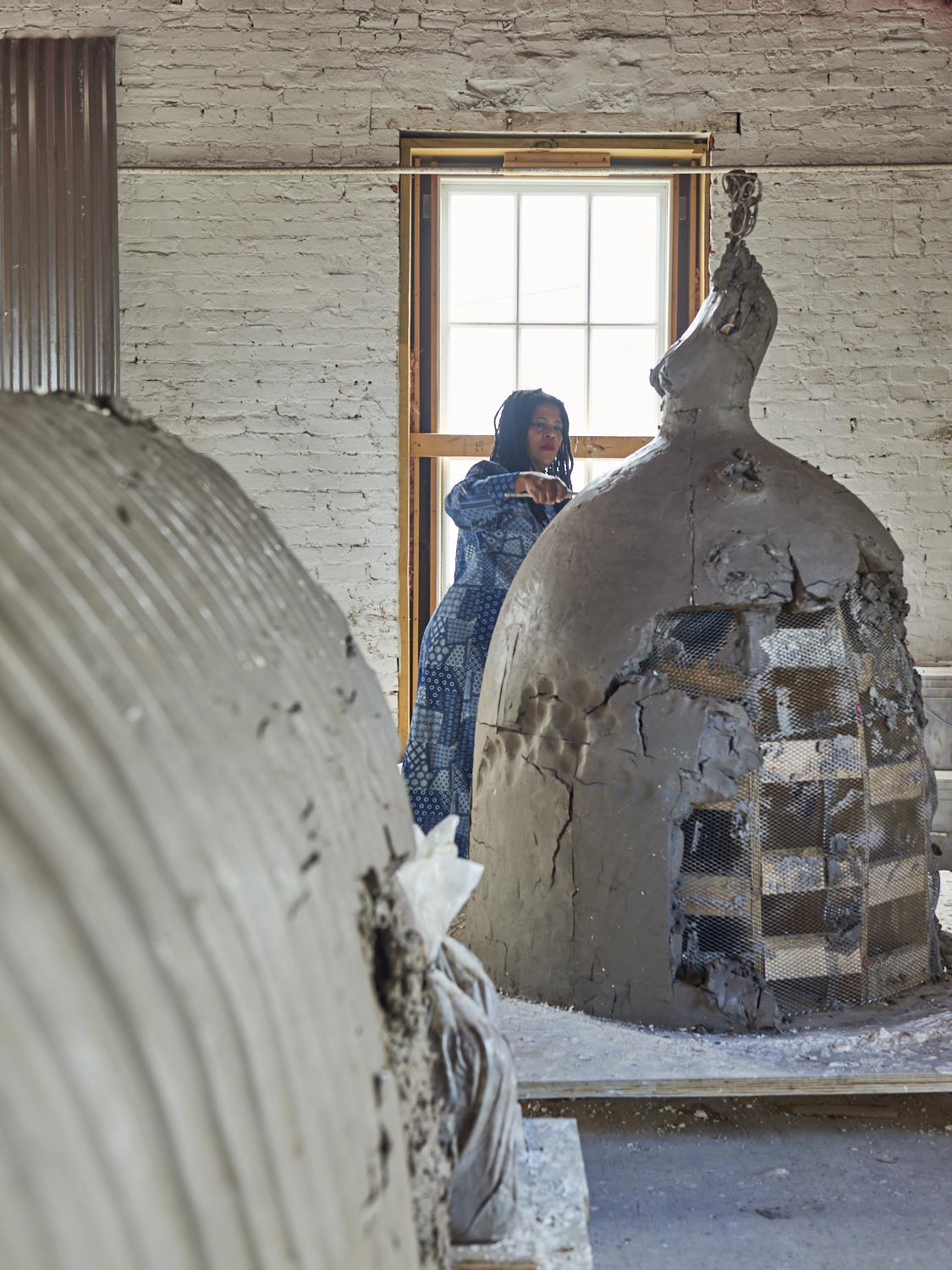
Simone Leigh im Atelier

Simone Leigh (* 1967 in Chicago) ist eine amerikanische Künstlerin. Sie kreiert vor allem Skulpturen, Videokunst, Installationen und Performances, die sich mit der Identitätssuche schwarzer Frauen und der Konstruktion schwarzer weiblicher Subjektivität beschäftigen. Die Künstlerin stützt sich dabei auf verschiedene Quellen und Disziplinen, darunter Ethnographie, Folklore, alternative Heiltraditionen sowie Geschichten politischen Widerstands. Ihre Werke thematisieren die Anliegen afroamerikanischer Frauen in Bezug auf körperliche und geistige Gesundheit, gesellschaftliche Schönheitsstandards, Gemeinschaft und Gleichberechtigung, die damit Gegenstand aktueller kultureller Debatten werden.

## Leben
Simone Leigh wurde als Tochter jamaikanischer Eltern geboren. Sie studierte Kunst und Philosophie am Earlham College in Richmond (Indiana) und schloss ihr Studium 1990 mit einem Bachelor ab. Ursprünglich wollte Leigh Sozialarbeiterin werden. Nach einem Praktikum am Smithsonian National Museum of African Art in Washington beschloss sie jedoch, als Künstlerin zu arbeiten und begann ihre Ausbildung in traditioneller Keramik bei Lehrkräften, die in der Nachfolge des britischen Studiotöpfers Bernard Leach standen.
Simone Leigh zog nach New York, lebte in Williamsburg und heiratete ihren Mitbewohner. Das Paar ließ sich scheiden und teilte sich das Sorgerecht für ihre Tochter Zenobia, die 1996 zur Welt kam. Simone Leigh sagte von sich, dass sie ihre Karriere erst 2010 mit einem Aufenthalt im Studio Museum richtig begonnen habe.
Im Jahr 2014 gründete Simone Leigh das Projekt „Free People’s Medical Clinic“, einen temporären Raum für kollektive Heil- und Wellnessdienste von und für schwarze Frauen, in dem sie Themen wie Resilienz, Kollektivität und Eigenständigkeit untersuchte. Das Projekt wurde benannt nach einer von der Black Panther Party gegründeten Initiative und war untergebracht in einem 1914 erbauten Brownstone-Haus in Bedford–Stuyvesant. Das Haus gehörte Dr. Josephine English, der ersten Afroamerikanerin im Bundesstaat New York, die eine private Praxis für Geburtshilfe und Gynäkologie hatte und alle sechs Töchter von Betty Shabazz und Malcolm X zur Welt brachte. Sie baute das Anwesen in ein Seniorenheim um.
Im Jahre 2016 gründete Simone Leigh eine Organisation namens Black Women Artists for Black Lives Matter, ein Kollektiv, das als direkte Reaktion auf die Ermordung von Philando Castille und aus Protest gegen Ungerechtigkeiten gegenüber Schwarzen gegründet wurde. Am 1. September 2017 besetzten die Mitglieder der Gruppe vier Stunden lang die Lobby, die Fassade, die 5. und 7. Etage sowie das Theater des Neuen Museums und beteiligten sich an Dialogen, Heilungsworkshops und Aufführungen.

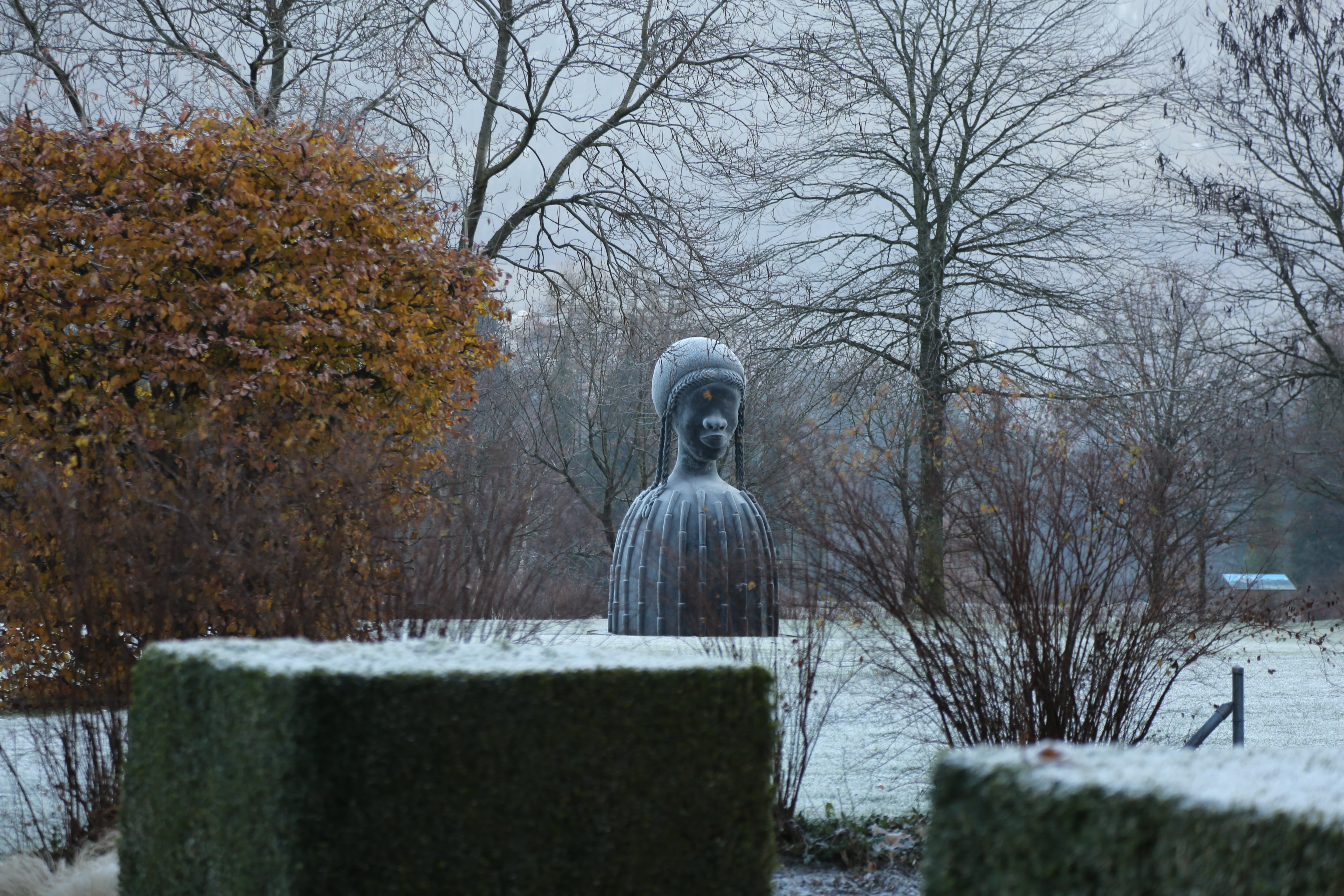
Die Skulptur Brick House in Bad Ragaz, Schweiz

Simone Leigh lehrte in vielen bedeutenden Institutionen der USA, unter anderem Moderne Keramik an der Rhode Island School of Design oder an der Parsons School of Design.
2018 wurde Simone Leigh von Artsy als eine der einflussreichsten Kunstschaffenden bezeichnet. Die Zeitschrift Time zählte sie zu den „100 Most Influential People of 2023“.
Simone Leigh wurde von der Luhring Augustine Gallery in New York und anschließend für knapp ein halbes Jahr durch die David Kordansky Gallery in Los Angeles vertreten, bevor sie von 2019 bis Oktober 2021 zu Hauser & Wirth in Zürich wechselte. Seit 2021 wird sie von der Matthew Marks Gallery in New York repräsentiert. Simone Leigh lebt und arbeitet in New York.

## Werk
Simone Leigh kombiniert vormoderne manuelle Techniken und Materialien wie zum Beispiel salzgebrannte Keramik oder Terrakotta mit gefundenen, kulturell ikonographischen Objekten wie Kaurimuscheln, Kochbananen und Tabakblättern. In ihren Werken thematisiert sie feministische Perspektiven sowie afrikanische Kunst und erforscht Stereotype, die Objekten zugeschrieben oder mit schwarzen Frauen in Verbindung gebracht werden. Zu Beginn ihrer Karriere nutzte Leigh, alte afrikanische Töpfertechniken, um Keramikarbeiten auf Basis traditioneller Formen nigerianischer Wassertöpfe herzustellen.
- 2004: White Teeth (for Ota Benga)[17][A 1]
- 2008: if you wan fo’ lick old woman pot, you scratch him back, Rush Arts Gallery, New York[18]
- 2009: Cave, Käfig aus Stahl[19]
- 2009: Untitled, Porzellan, Korbgeflecht, Matthew Marks Gallery[20]
- 2011: Breakdown (zusammen mit Liz Magic Laser), einkanaliges digitales Video, Smithsonian American Art Museum[21][22][A 2]
- 2011: My Dreams, My Works Must Wait Till After Hell (zusammen mit Chitra Ganesh), einkanaliges digitales Video, Smithsonian American Art Museum[23][24][25][26][A 3]
- 2012: Cowry (Blue), Terrakotta, Porzellan, Kobalt, Epoxid[19]
- 2012: You Don’t Know Where Her Mouth Has Been[19][27][A 4]
- 2012: Birmingham, Tusche, Epoxid, Terrakotta, Porzellan[28][A 5]
- 2014: Cupboard, Porzellan, Steingut, Draht, Stahl, Matthew Marks Gallery[29]
- 2015: Stack II, KMAC, Louisville[3][A 6]
- 2016: Hortense, Terrakotta, Tusche, Porzellan, Glasperlen, 14-karätiger Goldglanz, und Epoxidharz, Matthew Marks Gallery[30]
- 2016: Landscape (aus der Serie “Anatomy of Architecture”)[4][31][A 7]
- 2016: The Waiting Room, New Museum of Contemporary Art[9][32][33]
- 2008–17: Trophallaxis, Terrakotta, Porzellan, Epoxid, Graphit, Antennen, Pérez Art Museum Miami, Miami[1][34][A 8]
- 2017: Dunham, Terrakotta, Porzellan, Bast, Stahl, Glasperlen, Epoxidharz, Tusche, Art Institute of Chicago[35][36][A 9]
- 2017: Georgia Mae, Salzglasiertes Steingut, Porzellan und Harz, Solomon R. Guggenheim Museum[37]
- 2017: Basse Terre, gebrannter Ton, Porzellan, Harz und Tusche[9][38]
- 2018: 100 (Face Jug Series), Steingut[39]
- 2018: 101 (Face Jug Series), Steingut[39]
- 2018: 102 (Face Jug series), Steingut[39]
- 2018: 103 (Face Jug Series), Steingut, Iowa Stanley Museum of Art[40]
- 2018: Woman with T-Shirt (Face Jug Series), Bronze[39]
- 2018: Opuwo, Terrakotta, Porzellan, Kobalt, Tusche, Harz und Bast, Rhode Island School of Design Museum[41]
- 2018: No Face, Bronze[39]
- 2018: No Face (Crown Heights), Terrakotta, Graphittinte, salzgebranntes Porzellan und Epoxidharz, Phillips Collection[42]
- 2018: No Face (Pannier), Terrakotta, Graphit, salzgebranntes Porzellan, Bast, Epoxidhard, Stahlarmatur, Museum of Fine Art, Boston[39][43][44]
- 2018: Figure with Skirt, Terrakotta, Graphit, salzgebranntes Porzellan, Stahl und Bast, Nelson-Atkins Museum of Art[39][45]
- 2018: Cupboard VIII, Steingut, Stahlrahmen und Bast, Whitney Museum of American Art[39][46][47][A 10]
- 2018: The Village Series #1, Steingut[39]
- 2018: The Village Series #2, Steingut[39]
- 2018: The Village Series #3, Steingut[39]
- 2018: The Village Series #4, Steingut[39]
- 2018: Head with Cobalt, Porzellan[39]
- 2018: Untitled (M*A*S*H), Film (zusammen mit anderen Künstlerinnen), Museum of Modern Art, New York[39][48][49][A 11]
- 2019: Stick, Bronze, Whitney Museum of American Art[50][51][A 12]
- 2019: Cupboard IX, Steingut, Bast und Stahlarmatur, Institute of Contemporary Art, Boston[52]
- 2019: Jug[53]
- 2019: Brick House, Bronze, University of Pennsylvania[5][6][54][55][56][57][58][A 13]
- 2019: Corrugated, Bronze und Bast, Moderna Museet[59][60][61]
- 2019: Sentinel, Bronze, Bast, Art Gallery of New South Wales[62]
- 2019: Las Meninas, Terrakotta, Stahl, Bast und Porzellan, Cleveland Museum of Art[53][63]
- 2019: Chorus, Installation[64]
- 2020: Quonset, Whitney Museum of American Art[65]
- 2020: Kasama, Nasher Sculpture Center[66]
- 2020: Titi (Cobalt), Steingut[67]
- 2020: Cupboard X, Stahl, Bast[68]
- 2020: Sentinel IV, Bronze, University of Texas at Austin[69][70]
- 2020: Stretch (GREEN), Steingut[71]
- 2020-2021: Sentinel (Mami Wata), Bronze[72]
- 2021: Village Series, Steingut, Buffalo AKG Art Museum[73][74]
- 2021: Sphinx, Bronze und Platinblatt[75][76]
- 2021: No Face (House), Terrakotta, Porzellan, Kobalt, Tusche, Epoxidharz, Bast[77]
- 2021: Untitled, Steingut[78]
- 2022: Jug[79]
- 2022: Sharifa, Bronze, Art Institute of Chicago[80][81]
- 2022: Last Garment, Bronze[79][82][A 14]
- 2022: Sentinel, Bronze, National Gallery of Art, Washington, D.C.[83]
- 2022: Satellite, Bronze, Museum of Fine Arts, Houston[84][85]
- 2022: Martinique[79][86][A 15]
- 2022: Cupboard, Bronze[87][76]
- 2023: Bisi, Bronze[88]
- 2023: Herm, Bronze[88]
- 2023: Vessel, Bronze[88]

## Einzelausstellungen (Auswahl)
- 2005: Simone Leigh, Momenta Art, New York[89]
- 2009: Queen Bee, G Fine Art, Washington, DC[89]
- 2008: if you wan fo’ lick old woman pot, you scratch him back, Rush Arts Gallery, New York[90]
- 2004: Lisa DiLillo & Simone Leigh, Momenta Art, New York[90]
- 2012: jam packed and jelly tight, Tilton Gallery, New York[90]
- 2012: What’s Her Face, Gavlak Gallery, Palm Beach[90]
- 2012: You Don’t Know Where Her Mouth Has Been, The Kitchen, New York[27][A 16]
- 2014: Simone Leigh: Gone South, Atlanta Contemporary Art Center (ACAC), Atlanta[19][91][A 17]
- 2015: Crop Rotation, Kentucky Museum of Art and Craft, Louisville[90]
- 2015: Moulting, Tilton Gallery, Tilton[92][93]
- 2016: Psychic Friends Network, Tate Gallery of Modern Art, London[94]
- 2016: The Waiting Room, New Museum of Contemporary Art, New York[9][31][32][95][A 18]
- 2016–2017: Hammer Projects: Simone Leigh, Museum of Contemporary Art (MOCA)[96]
- 2016–2017: InHarlem: Simone Leigh, Studio Museum in Harlem, Marcus Garvey Park, New York[97][A 19]
- 2018: Simone Leigh, Luhring Augustine, New York[39]
- 2019: Loophole of Retreat, Solomon R. Guggenheim Museum, New York[98][99]
- 2019–2021: Brick House, High Line[6][100]
- 2020: Simone Leigh, David Kordansky Gallery, Los Angeles[90]
- 2021: Simone Leigh, Hauser & Wirth[101]
- 2022: Sovereignity, 59. Biennale di Venezia, Venedig[53][102][A 20]
- 2022: Conspiracy, Film (zusammen mit Madeleine Hunt-Ehrlich), 59. Biennale di Venezia, Venedig[103][A 21]
- 2022: Façade, Stroh, Stahl, Holz[104]
- 2022–2023: Trophallaxis, Pérez Art Museum Miami[1]
- 2022–2023: Village Series, Glenstone Museum, Potomac[85][105]
- 2023: Simone Leigh, Institute of Contemporary Art, Boston[53][106]
- 2023–2024: Simone Leigh, Hirshhorn Museum and Sculpture Garden[88][A 22]
- 2024: Simone Leigh, Los Angeles County Museum of Art, Los Angeles und California African American Museum[2][107][108]

## Gruppenausstellungen (Auswahl)
- 2001: SMIRK: Women, Art and Humor, Firehouse Gallery, Nassau Community College, New York[90]
- 2002: Harvey B. Gantt Center for African American Arts + Culture, Charlotte[90]
- 2002: Noel Gallery, Charlotte[90]
- 2003: Skylight Gallery, Bedford Stuyvesant Restoration Corporation, New York[90]
- 2003: Nathan Cummings Foundation, New York[90]
- 2004: Art Downtown: Connecting Collections, Deutsche Bank, New York[90]
- 2004: Baltimore Clayworks, Baltimore[90]
- 2004: Steuben Gallery, Pratt Institute, New York[90]
- 2005: Figures of Thinking: Convergences in Contemporary Cultures, John J McDonough Museum of Art, Youngstown[90]
- 2005: From the Studio: Wish You Were Here…, The Living Room, Miami[90]
- 2005: Divine, LeRoy Neiman Gallery, Columbia University School of the Arts and Cathedral of St. John the Divine, New York[90]
- 2005: James E. Lewis Museum of Art, Morgan State University, Baltimore[90]
- 2005: Remnants and Relics: Reinterpretations in African American Art, Jamaica Center for Arts and Learning, New York[90]
- 2005: Watershed Kiln Gods, Gallery 1448, Baltimore[90]
- 2006: Brooklyn Divas, Corridor Gallery, New York[90]
- 2006: Henry Street Settlement, Abrons Art Center, New York[90]
- 2006: Wild Girls, Exit Art, New York[90]
- 2007: Defensive Mechanisms (part of INTERSECTIONS), Abrons Art Center, New York[90]
- 2007: Done by the Forces of Nature, John Jay College Gallery, New York[90]
- 2007: Material Culture, Longwood Art Gallery at Hostos, New York[90]
- 2007: Red Badge of Courage, Newark Council for the Arts, New York[90]
- 2007: Visual Jury, Fine Arts Work Center, Provincetown[90]
- 2008: Archeologies of Wonder, Real Art Ways, Hartford[90]
- 2008: The B-Sides, Aljira, a Center for Contemporary Art, Newark[90]
- 2008: Ethnographies of the Future, BRIC Rotunda Gallery, New York[90]
- 2008: Ethnographies of the Future Remixed, Tides Foundation, New York[90]
- 2008: The Future As Disruption, The Kitchen, New York[90]
- 2008: Intransit, Moti Hasson Gallery, New York[90]
- 2008: Scratching the Surface VOL 1, L’appartement22, Rabat[90]
- 2008: AVA Gallery, Kapstadt[90]
- 2009: 30 seconds off an inch, Studio Museum in Harlem, New York[90]
- 2009: AIM 29, Bronx Museum of the Arts, New York[90]
- 2009: Herd Thinner, Charest-Weinberg Gallery, Miami[90]
- 2009: In Practice Summer ’09, Sculpture Center, Long Island City, New York[90]
- 2009: Locus, MCLA Gallery 51, North Adams[90]
- 2009: The Pleasure of Hating, Lisa Cooley, New York[90]
- 2009: Rockstone and Bootheel: Contemporary West Indian Art, Real Art Ways, Hartford[90]
- 2010: Bunny Redux, The Andy Warhol Museum, Pittsburgh[90]
- 2010: Comedy and Tragedy, Marvelli Gallery, New York[90]
- 2010: Digression, Hendershot Gallery, New York[90]
- 2010: Else, Jack Tilton Gallery, New York[90]
- 2010: Hair Tactics, Jersey City Museum, New Jersey[90]
- 2010: ves·sel, Brennan Gallery, Justice William J. Brennan Jr. Courthouse, Jersey City[90]
- 2010: Divine Horsemen: Chitra Ganesh and Simone Leigh, Mason Gross Galleries at Civic Square, Rutgers University, New Jersey[90]
- 2011: 15 x 15, Rush Arts Gallery, New York[90]
- 2011: The Bearden Project, Studio Museum in Harlem, New York[90]
- 2011: Evidence of Accumulation: Artists in Residence 2010–11, Studio Museum in Harlem, New York[90]
- 2011: The February Show, Ogilvy & Mather, New York[90]
- 2011: SPACE: About a Dream, Kunsthalle Wien, Wien[90]
- 2012: Radical Presence: Black Performance in Contemporary Art, Contemporary Arts Museum Houston. Danach in der Grey Art Gallery, New York, im Studio Museum in New York, im Walker Art Center in Minneapolis, sowie im Yerba Buena Center for the Arts in San Francisco[90]
- 2012: Cleopatra’s Family Jewels, Family Business, New York[90]
- 2012: In the Making, Roberts & Tilton, Culver City[90]
- 2012: Pose/Re-Pose: Figurative Works Then and Now, SCAD Museum of Art, Savannah[90]
- 2012: Unevenness, National Gallery of Zimbabwe, Harare[90]
- 2013: Njideka Akunyili and Simone Leigh: I Always Face You Even When It Seems Otherwise, Tiwani Contemporary, London[109]
- 2013: Black in the Abstract: Part 2: Hard Edges/Soft Curves, Contemporary Arts Museum Houston, Houston[90]
- 2013: FUN HOUSE, Richard Gray Gallery, New York[90]
- 2013: approximately infinite universe, Museum of Contemporary Art San Diego, La Jolla[90]
- 2013: Double Fortune, Double Trouble: Art for Twins among the Yoruba, Fowler Museum, University of California, Los Angeles[90]
- 2013: March On!, Brooklyn Academy of Music, New York[90]
- 2014: Funk, God, Jazz, and Medicine: Black Radical Brooklyn, Zusammenarbeit zwischen Creative Time und dem Weeksville Heritage Center[9][110]
- 2014: As We Were Saying: Art and Identity in the Age of “Post”, Elizabeth Foundation for the Arts, New York[90]
- 2014: but that joke isn’t funny anymore…, Tilton Gallery, New York[90]
- 2014: Dak’Art Biennale dell’Art Africain Contemporain, 11th Internal Art Exhibition, Dakar[2][90]
- 2014: The Shape of Things, Jack Shainman Gallery, New York[90]
- 2015: Collaborative Archives: Connective Histories, Leroy Neiman Gallery, Columbia University School of the Arts, New York[90]
- 2015: Greater New York, MoMA PS1, New York[90]
- 2015: Ten Year Anniversary, Gavlak Gallery, Los Angeles[90]
- 2016: In the Power of your Care, The 8th Floor, New York[111]
- 2016: Energy Charge: Connecting to Ana Mendieta, Arizona State University Art Museum, Tempe[112]
- 2016: The Grace Jones Project, Museum of the African Diaspora, San Francisco[90]
- 2016: Mal Maison, Maccarone, New York[90]
- 2016: Unconventional Clay: Engaged in Change, Nelson-Atkins Museum of Art, Kansas City[90]
- 2017: Trigger: Gender as a Tool and a Weapon, New Museum, New York[90]
- 2017: Arts of Global Africa, Newark Museum, Newark[90]
- 2017: Blue Black, Pulitzer Arts Foundation, St. Louis[90]
- 2017: Power: Work by African American Women from the Nineteenth Century to Now, Sprüth Magers, Los Angeles[90]
- 2017: Pursuing the Unpredictable: The New Museum 1977–2017, New Museum, New York[90]
- 2017: Regarding the Figure, Studio Museum in Harlem, New York[90]
- 2017: ReInventions, National Theater Exhibition Hall, Lagos[90]
- 2017: Round 46: BWA for BLM, Project Row Houses, Houston[90]
- 2017: Significations, Provincial Center of Plastic Arts and Design, Havanna[90]
- 2017–2018: Trigger: Gender as a Tool and a Weapon, New Museum of Contemporary Art, New York[49]
- 2018: Legacy of the Cool: A Tribute to Barkley L. Hendricks, Massachusetts College of Art and Design, Boston[90]
- 2018: Reclamation! Pan-African Works from the Beth Rudin DeWoody Collection, Taubman Museum of Art, Roanoke[90]
- 2018: We Don’t Need Another Hero, KW Institute for Contemporary Art, Berlin[90]
- 2019: Making Knowing: Craft in Art, 1950–2019, Whitney Museum of American Art, New York[90]
- 2019: Contemporary Art: Five Propositions, Museum of Fine Arts, Boston[90]
- 2019: Driving Forces: Contemporary Art from the Collection of Ann and Ron Pizzuti, Columbus Museum of Art, Columbus[90]
- 2019: Fragile Figures: Beings and Time, 21c Nashville, Nashville[90]
- 2019: She Persists. A Century of Women Artists in New York, Gracie Mansion, New York[90]
- 2019: The Contemporary Figure, Nelson-Atkins Museum of Art, Kansas City[90]
- 2019: Currents, New-York Historical Society, New York[90]
- 2019: Down Time: On the Art of Retreat, Smart Museum of Art, University of Chicago, Chicago[90]
- 2019: Raid the Icebox, Rhode Island School of Design Museum, Providence[90]
- 2019: Berlin Biennale für zeitgenössische Kunst[2]
- 2019: Whitney Biennial, Whitney Museum of American Art[2][113]
- 2020: i’m yours: Encounters with Art in Our Times, Institute of Contemporary Art, Boston[90]
- 2020: Artists for New York, Hauser & Wirth, New York[90]
- 2020: Duro Olowu: Seeing Chicago, Museum of Contemporary Art, Chicago[90]
- 2020–2021: Prospect.5, New Orleans[15][72]
- 2021: Calder Now, Kunsthal Rotterdam, Rotterdam[90]
- 2021: From Enslavement to Mass Incarceration, The Legacy Museum, Montgomery[90]
- 2021: In-Between Days: Video from the Guggenheim Collections, Solomon R. Guggenheim Museum, New York[90]
- 2021: The Slipstream: Reflection, Resilience, and Resistance in the Art of Our Time, Brooklyn Museum, New York[90]
- 2021: New Time: Art and Feminisms in the 21st Century, University of California, Berkeley Art Museum und Pacific Film Archive[90]
- 2021: Tense Conditions. A Presentation of the Contemporary Art Collection, Staatsgalerie Stuttgart, Stuttgart[90]
- 2021: Grief and Grievance: Art and Mourning in America, New Museum, New York[15]
- 2021: Black American Portraits, Los Angeles County Museum of Art[15]
- 2022: Hear Me Now: The Black Potters of Old Edgefield, South Carolina, Metropolitan Museum of Art, New York. Danach im Museum of Fine Arts in Boston, University of Michigan Museum of Art in Ann Arbor sowie im High Museum of Art in Atlanta[90]
- 2022: The Milk of Dreams, 59. Biennale in Venedig[90][114]
- 2023: Ecstatic: Selections from the Hammer Contemporary Collection, Armand Hammer Museum of Art and Cultural Center, Los Angeles[90]
- 2023: Crosscurrents: Intercultural Conversations in Art, MW Gallery, Flint[90]
- 2023: Musical Thinking: New Video Art and Sonic Strategies, Smithsonian American Art Museum, Washington[90]
- 2024: Surrealism and Us: Caribbean and African Diasporic Artists Since 1940, Modern Art Museum of Fort Worth, Fort Worth[90]
- 2024: Nancy Elizabeth Prophet: I will not bend an inch, RISD Museum, Providence. Danach im Brooklyn Museum sowie im Spelman College Museum of Art in Atlanta[90]

## Preise und Auszeichnungen
- 2000: Residency, Haystack Mountain School of Crafts, Deer Isle[90]
- 2001: Watershed Center for the Ceramic Arts, Kiln God Fellowship[90]
- 2005: Artist in Residence, Greenwich House Pottery, New York[90]
- 2005: Herbert and Irene Wheeler Foundation Emergency Grants to Artists of Color, New York[90]
- 2006: Artist in Residence, Henry Street Settlement, New York[90]
- 2007: Lower Manhattan Cultural Council Workspace Grant, New York[90]
- 2007: Visiting Artist, School of Visual Arts, New York[90]
- 2007: Astraea Lesbian Foundation for Justice Visual Arts Grant[90]
- 2008: Artist in Residence, Hunter College, New York[90]
- 2009: Bronx Museum’s Artist in the Marketplace Programm, New York[32][90]
- 2009: Art Matters Grant, New York[90]
- 2009: New York Foundation for the Arts Fellowship in Sculpture, New York[90]
- 2010: Artist in Residence, Studio Museum in Harlem, New York[90]
- 2010–2011: Artist in Residence im Studio Museum in Harlem[115][116]
- 2011: Joan Mitchell Foundation Grant, New York[90]
- 2011: Worth Residency, New York[90]
- 2012: Facilitator, Asiko Program, Centre for Contemporary Art, Lagos[90]
- 2012: Lower Manhattan Cultural Council Michael Richards Award for Visual Arts, New York[90]
- 2012: LMCC Michael Richards Award[117]
- 2012: Förderung durch “Creative Capital”, New York[76]
- 2013: Louis Comfort Tiffany Foundation Biennial Award[49]
- 2014: Faculty, Asiko Program, Centre for Contemporary Art, Lagos[90]
- 2016: Guggenheim-Stipendium, New York[49][90]
- 2016: Anonymous Was A Woman Award, New York[49][90]
- 2016: Herb Alpert Award for Visual Art, Santa Monica[49][90][118]
- 2016: A Blade of Grass Fellowship for Socially Engaged Art, New York[49][90][119]
- 2017: Joyce Alexander Wein Artist Prize, New York[49][90][120]
- 2018: Hugo Boss Prize, Solomon R. Guggenheim Foundation, New York[49][90][121]
- 2018: Foundation for Contemporary Art Grant, New York[49][90]
- 2018: Residency, Vila Sul, Goethe-Institut Salvador-Bahia, Salvador (Bahia)[90]
- 2019: Fellow der United States Artists, Chicago[90][122]
- 2022: Gewinnerin des Goldenen Löwen bei der Biennale Venedig[2][57][123][124][A 23]

2024 wurde sie zum Mitglied der American Academy of Arts and Letters gewählt.

## Rezeption
Die Luhring Augustine Gallery in New York beschrieb die Werke von Simone Leigh folgendermaßen:

“Through her investigations of visual overlaps between cultures, time periods, and geographies, she confronts and examines ideas of the female body, race, beauty, and community.”

In dem von der National Gallery of Art herausgegebenen Buch „Black Modernisms in the Transatlantic World“ untersucht Steven Nelson, wie Simone Leigh Umgebungen schafft, die schwarze Frauen fördern und gleichzeitig die Geschichte ihrer Marginalisierung aufzeigen.

“Leigh’s work creates settings that nurture Black women while calling out histories of their marginalization. Highlighting Black women’s perspectives on her own terms, Leigh has created a body of formally extraordinary work by a Black woman, unabashedly and unapologetically for Black women.”

Anlässlich der 59. Biennale in Venedig beschreibt Jameson Johnson Simone Leighs Werk in einer Ausgabe der Boston Art Review aus dem Jahre 2022 so:

“In this refined collection of works, a story of Leigh’s relationship to material and medium unfolds. A ceramicist for most of her career, the artist began to cast her figures in bronze only a few years ago. (…) A form that she might have previously crafted in clay, terracotta, or concrete has now been solidified in bronze. As Leigh settles into her power and her medium, there’s room for her archival research, collaborative nature, and community-driven practices to shine.”